# Tabuan-Lasa
Tabuan-Lasa est la municipalité la plus méridionale de la province de Basilan, aux Philippines.